# Maria Fernanda Alves
Maria Fernanda Barbato Alves (ur. 17 kwietnia 1983 we Florianópolis) – brazylijska tenisistka, reprezentantka w Fed Cup.

## Kariera tenisowa
Tenisistka, występująca głównie w turniejach cyklu ITF. Pierwszy mecz w zawodowych rozgrywkach rozegrała w październiku 1997 roku, w wieku czternastu lat, w kwalifikacjach do niewielkiego turnieju w Novo Hamburgo, który wysoko przegrała. W następnym roku udanie przeszła kwalifikacje do podobnego rangą turnieju w Rio de Janeiro, gdzie dotarła do 2 rundy turnieju głównej. Pierwsze sukcesy w karierze odniosła w 2000 roku, wygrywając 2 turnieje, w Caracas i San Salvador. W następnym roku, do kolejnego wygranego turnieju w grze singlowej dorzuciła cztery wygrane turnieje w grze deblowej. W sumie w czasie swojej kariery wygrała 23 turnieje singlowe i 58 deblowych rangi ITF.
W 2004 roku zadebiutowała na turnieju WTA, Bogocie i grała w kwalifikacjach do wszystkich czterech turniejów wielkoszlemowych. Partnerując Vanessie Henke wystąpiła w deblu turnieju głównego Australian Open 2005, ale przegrała w 1 rundzie z parą Daniela Hantuchová–Martina Navrátilová.
W latach 2000–2011 reprezentowała swój kraj w Fed Cup. W grze pojedynczej zagrała w 32 meczach odnosząc 17 zwycięstw, a w deblu spośród 13 rozegranych pojedynków 10 zakończyła triumfem.

### Wygrane turnieje rangi ITF
| turnieje z pulą nagród 100 000 $ |
| turnieje z pulą nagród 75 000 $  |
| turnieje z pulą nagród 50 000 $  |
| turnieje z pulą nagród 25 000 $  |
| turnieje z pulą nagród 15 000 $  |
| turnieje z pulą nagród 10 000 $  |

|     | Data       | Turniej             | Kat. | ($)    | Naw.   | Finalistka                | Wynik         |
| 1.  | 23/07/2000 | Caracas             | ITF  | 10 000 | twarda | Stephanie Schaer          | 6:3, 6:2      |
| 2.  | 20/11/2000 | San Salvador        | ITF  | 10 000 | ziemna | Alejandra Rivero          | 4:2, 4:2, 4:2 |
| 3.  | 01/07/2001 | Elvas               | ITF  | 10 000 | twarda | Aleksandra Krawiec        | 6:3, 6:2      |
| 4.  | 14/04/2002 | Belo Horizonte      | ITF  | 10 000 | twarda | María Vanina García Sokol | 6:3, 6:1      |
| 5.  | 25/08/2002 | Asunción            | ITF  | 10 000 | ziemna | Celeste Contin            | 6:1, 6:1      |
| 6.  | 16/03/2003 | Meksyk              | ITF  | 10 000 | twarda | Joana Cortez              | 3:6, 6:4, 6:2 |
| 7.  | 30/03/2003 | Meksyk              | ITF  | 10 000 | twarda | Joana Cortez              | 4:6, 7:6, 6:4 |
| 8.  | 22/06/2003 | Poza Rica           | ITF  | 10 000 | twarda | Carla Tiene               | 6:4, 7:5      |
| 9.  | 06/07/2003 | Monterrey           | ITF  | 10 000 | twarda | Carla Tiene               | 7:5, 6:3      |
| 10. | 27/06/2004 | Périgueux           | ITF  | 25 000 | ziemna | Maria Wolfbrandt          | 6:3, 6:3      |
| 11. | 18/07/2004 | Campos              | ITF  | 25 000 | twarda | Katalin Marosi            | 7:5, 7:6      |
| 12. | 10/10/2004 | Juarez              | ITF  | 25 000 | ziemna | María José Argeri         | 7:5, 6:3      |
| 13. | 24/07/2005 | Campos              | ITF  | 25 000 | twarda | María José Argeri         | 6:3, 7:5      |
| 14. | 06/05/2007 | Los Mochis          | ITF  | 10 000 | twarda | Irina Falconi             | 6:2, 6:0      |
| 15. | 13/05/2007 | Mazatlán            | ITF  | 10 000 | twarda | Jennifer Elie             | 6:1, 6:4      |
| 16. | 20/05/2007 | Irapuato            | ITF  | 10 000 | twarda | Viky Nunez Fuentes        | 6:3, 7:5      |
| 17. | 07/09/2008 | Barueri             | ITF  | 10 000 | twarda | Carla Tiene               | 6:3, 7:5      |
| 18. | 21/06/2009 | Belém               | ITF  | 25 000 | twarda | Nathalia Rossi            | 6:3, 6:3      |
| 19. | 03/07/2011 | São José dos Campos | ITF  | 10 000 | ziemna | Nathaly Kurata            | 6:1, 7:5      |
| 20. | 07/08/2011 | São Paulo           | ITF  | 10 000 | ziemna | Beatriz Haddad Maia       | 4:6, 7:5, 6:3 |
| 21. | 28/08/2011 | Mogi das Cruzes     | ITF  | 10 000 | ziemna | Nathalia Rossi            | 6:1, 6:4      |
| 22. | 23/10/2011 | Goianá              | ITF  | 10 000 | ziemna | Carla Lucero              | 6:2, 6:4      |
| 23. | 27/01/2013 | Lima                | ITF  | 15 000 | ziemna | Hilda Melander            | 6:2, 6:2      |